# Robin Mallapert
Robin Mallapert (prima del 1538 – dopo il 1553) è stato un musicista francese del Rinascimento, vissuto prevalentemente a Roma e oggi ricordato soprattutto come maestro di Giovanni Pierluigi da Palestrina.
Le notizie biografiche sul suo conto sono assai scarse, se si eccettuano alcune menzioni nelle quali compare come maestro di cappella presso le chiese romane più importanti: la Basilica di Santa Maria Maggiore, S. Luigi dei Francesi (chiesa nazionale dei Francesi a Roma), la Cappella Giulia a S. Pietro e la Basilica di San Giovanni in Laterano.
Tra il 1538 e il 1539, quando fu maestro a Santa Maria Maggiore, ebbe fra i bambini cantori a lui affidati il piccolo Giovanni Pierluigi; si fa risalire perciò a quel periodo l'apprendimento musicale del futuro 'Principe della musica'. Palestrina fu inoltre suo successore in Cappella Giulia nel 1551, con lo stesso incarico.
Sinora le uniche composizioni musicali attribuite quasi con certezza a Mallapert sono sei Magnificat (scritti da 'Robinus'), contenuti in un manoscritto custodito alla Biblioteca Apostolica Vaticana.